# Центр кристалізації
Це́нтр кристаліза́ції — це зародок твердої фази у розплаві, з якого виростає кристаліт.
Існує два механізми утворення центрів кристалізації: гомогенний та гетерогенний.
Гомогенне зародкоутворення відбувається у зонах:
- однорідного за агрегатним станом розплаву;
- з флуктуацією енергії, де її рівень перевищує середнє значення енергії розплаву;
- з таким близьким упорядкуванням у розташуванні атомів, яке відповідає далекому впорядкуванню кристалічного стану;
- розміром, більшим за певний критичний розмір. Зародки менших розмірів термодинамічно нестійкі, бо їх ріст зумовлює підвищення вільної енергії, і тому вони розсмоктуються в розплаві.

Гетерогенне зародкоутворення відбувається в неоднорідному розплаві на готових підкладках, якими є тверді нерозчинені в розплаві частинки, стінки виливниць, ливарних форм, за умови, що поверхнева енергія границі між підкладкою і новоутвореною твердою фазою менша за поверхневу енергію границі між зародком і рідкою фазою.